# (500363) 2012 TG34
(500363) 2012 TG34 es un asteroide perteneciente al cinturón de asteroides, descubierto el 30 de enero de 2011 por el equipo del Pan-STARRS desde el Observatorio de Haleakala, Hawái, Estados Unidos.

## Designación y nombre
Designado provisionalmente como 2012 TG34.

## Características orbitales
2012 TG34 está situado a una distancia media del Sol de 2,774 ua, pudiendo alejarse hasta 3,231 ua y acercarse hasta 2,318 ua. Su excentricidad es 0,164 y la inclinación orbital 10,55 grados. Emplea 1688,29 días en completar una órbita alrededor del Sol.

## Características físicas
La magnitud absoluta de 2012 TG34 es 16,1.